# Johannes Andersson (orgelbyggare)
Johannes Andersson, född 3 september 1813 i Gnosjö socken, död 9 februari 1879 i Bondstorps församling. Han var en svensk klockare, organist och amatörorgelbyggare i Bondstorp.

## Biografi
Andersson föddes 3 september 1813 på Norrebo kvarn i Gnosjö. Han var son till Anders Andersson och Anna Nilsdotter. Andersson blev 1841 klockare i Bondstorps församling och flyttade till Bogla i Bondstorp. 1844 flyttade han till lägenheten Sjölund. Där gifte han sig 1845 med Maja Stina Abrahamsdotter. Andersson avled 9 februari 1879.

## Orglar
| År   | Ursprunglig kyrka   | Stift | Manualer | Pedal | Stämmor | Bevarad orgel/fasad | Övrigt                                                    |
| ---- | ------------------- | ----- | -------- | ----- | ------- | ------------------- | --------------------------------------------------------- |
| 1840 | Angerdshestra kyrka | Skara |          |       | 2       |                     | En ny orgel byggdes 1893 av Levin Johansson, Liared.      |
| 1858 | Bondstorps kyrka    | Växjö |          |       |         |                     | En ny orgel byggdes 1865 av Johannes Andersson, Långaryd. |